# Olasz parlament
Az olasz parlament (olaszul Parlamento Italiano) Olaszország nemzeti törvényhozása. Az olasz állampolgárok nemzeti szintű képviselő testülete, amely a Szárd királyság parlamentje (1848-1861) és az olasz királyság parlamentje (1861-1946) utódja.
Kétkamarás törvényhozás, 600 választott és kisebb számú nem választott taggal. A Képviselőházból, amelynek 400 tagját (küldöttek) országosan választják meg, illetve a 200 regionális alapon választott tagokból álló Szenátusból (szenátorok) áll. Ezen felül kis számú szenátor (maximum öten) egész életére kinevezésként (senatori a vita), vagy hivatala alapján (volt elnökök) ex officio kap mandátumot. A két ház független egymástól és sose üléseznek együtt, kivéve az alkotmányban meghatározott speciális körülmények között.
Az 1948-as alkotmány a két háznak azonos jogokat biztosított. Ez a tökéletes kétkamarásságnak nevezett rendszer az 1848-as Albert statótumra vezethető vissza, és az olasz fasizmus bukása után újra visszatért hozzá Olaszország. 2016 decemberében elbukott egy népszavazás, amellyel Matteo Renzi akkori kormányfő a Szenátus jogköreinek jelentős megnyirbálását akarta volna szentesíttetni. Ez Renzi lemondásához vezetett.
Mivel az olasz államelnök távollétében a Szenátus elnöke helyettesíti, a Szenátus elnöke ls alelnökei magasabb közjogi pozíciót töltenek be, mint megfelelőik a Képviselőházban. Egyéb tekintetben a küldöttek és a szenátorok azonos jogállásúak.

## Fordítás
Ez a szócikk részben vagy egészben  a   President of Italy című angol Wikipédia-szócikk ezen változatának fordításán alapul.  Az eredeti cikk szerkesztőit annak laptörténete sorolja fel. Ez a jelzés csupán a megfogalmazás eredetét és a szerzői jogokat jelzi, nem szolgál a cikkben szereplő információk forrásmegjelöléseként.